# Shunsuke Kikuchi (football)
Shunsuke Kikuchi (菊地 俊介, Kikuchi Shunsuke) est un footballeur japonais né le 4 octobre 1991 à Saitama. Il évolue au poste de défenseur central.

## Palmarès
- Champion du Japon de D2 en 2014 avec le Shonan Bellmare